# Grini
Grini (in het Duits: Polizeihäftlingslager Grini) was een Duits concentratiekamp in Noorwegen tijdens de Tweede Wereldoorlog. Het lag in Bærum en was van juni 1941 tot mei 1945 in functie. Vandaag de dag is op dezelfde plek de Ila-gevangenis gevestigd.

## Achtergrond
Grini zou oorspronkelijk een vrouwengevangenis worden. Met de bouw werd in 1938 begonnen. Door de Duitse invasie in Noorwegen werd de gevangenis niet direct in gebruik genomen. In eerste instantie werden er soldaten van de Wehrmacht in gehuisvest. Vanaf juni 1941 nam de Duitse bezetter het in gebruik als gevangenis en kreeg het de status van "Polizeihäftlingslager". De naam Grini verwees naar het nabijgelegen district. De SS en de Sicherheitspolizei und SD hadden er het voor het zeggen. De eerste gevangenen kwamen uit het concentratiekamp Ånebyleiren nabij Oslo. Na de Duitse inval in de Sovjet-Unie overspoelden Russische krijgsgevangenen Grini. 
Vanaf 1942 werd het de gevangenis verder uitgebreid met barakken. In augustus 1942 kreeg Grini een satellietkamp met de naam Veidal. In Grini zaten vooral Noorse politieke gevangenen, hoewel ook "reguliere" misdadigers hun weg naar Grini vonden. Voor veel gevangenen was Grini een tussenstop op weg naar een concentratiekamp in Duitsland. Van de bijna twintigduizend gevangenen die tijdens de oorlog in Grini verbleven gingen er meer dan 4300 op transport naar Duitsland. Op het hoogtepunt in februari 1945 verbleven er meer dan zesduizend gevangenen tegelijkertijd in Grini.
Het totaal aantal doden in Grini tijdens de oorlog staat niet precies vast, in ieder geval acht mensen werden geëxecuteerd, waaronder vijf geallieerde commando's die in november 1942 deelnamen aan Operatie Freshman waar het doel was om de zwaar water-centrale nabij Vemork te vernietigen. Daarnaast vonden er regelmatig martelingen plaats.
De omstandigheden in het kamp waren zwaar, hoewel aanzienlijk beter in vergelijking met concentratiekampen. De Duitse aanwezigheid bestond was met name te zien door de Duitse bewaking. De gevangenen speelden zelf een belangrijke rol bij de organisatie van het interne kampleven. De gevangenen werkten overdag, vaak in fabrieken op boerderijen in de omgeving. ''s Avonds gaven gevangenen soms in het geheim lezingen over hun eigen specialisatie.
Op 7 mei 1945 arriveerde Harry Söderman, hoofd van de Noorse politie in Zweden, bij het kamp en nam hij de leiding over van de Duitse kampcommandant Alfred Zeidler. De vijfhonderd vrouwelijke gevangenen kwamen direct vrij. Söderman vroeg de vijfduizend mannelijke gevangenen nog een paar dagen in het kamp te blijven, zodat er op een normale manier transport kon worden geregeld. In Grini werden er vervolgens Noorse collaborateurs ondergebracht. De naam Grini werd sterk geassocieerd met de activiteiten van het Noorse verzet. Het kamp kreeg daardoor een nieuwe naam: Ilebu. In juli 1945 zaten er vijfendertighonderd Noren vast. De omstandigheden waren slecht en in de zomer van 1945 brak er Beriberi uit. De omstandigheden verbeterden in de loop van de tijd. Ilebu sloot haar deuren in 1951. Op dezelfde plaats opende een gevangenis voor (levens)langgestraften. Van het oorspronkelijke kamp is weinig meer over. Er is wel een museum en een van de vroegere barakken is in 2010 teruggeplaatst.